# Färöische Fußballmeisterschaft 1990
Die Färöische Fußballmeisterschaft 1990 wurde in der 1. Deild genannten ersten färöischen Liga ausgetragen und war insgesamt die 48. Saison. Sie startete am 29. April 1990 und endete am 30. September 1990.
Die Aufsteiger MB Miðvágur und TB Tvøroyri kehrten nach sechs beziehungsweise einem Jahr in die höchste Spielklasse zurück. Meister wurde HB Tórshavn, die den Titel somit zum 14. Mal erringen konnten. Absteigen mussten hingegen SÍF Sandavágur und Titelverteidiger B71 Sandur nach jeweils zwei Jahren Erstklassigkeit. Nur 1988 musste mit TB Tvøroyri der Meister des Vorjahres ebenfalls absteigen.
Im Vergleich zur Vorsaison verschlechterte sich die Torquote auf 2,89 pro Spiel. Den höchsten Sieg erzielte GÍ Gøta beim 7:1 im Heimspiel gegen KÍ Klaksvík am zweiten Spieltag. Das torreichste Spiel gab es zwischen KÍ Klaksvík und MB Miðvágur am achten Spieltag, welches 6:5 endete.

## Modus
In der 1. Deild spielte jede Mannschaft an 18 Spieltagen jeweils zwei Mal gegen jede andere. Die punktbeste Mannschaft zu Saisonende stand als Meister dieser Liga fest, die letzten beiden Mannschaften stiegen in die 2. Deild ab.

## Saisonverlauf

### Meisterschaftsentscheidung
GÍ Gøta verlor direkt das erste Spiel auswärts mit 1:2 bei TB Tvøroyri, konnte jedoch mit zwei darauffolgenden Siegen die Tabellenführung erobern. Durch ein 3:3-Unentschieden gegen den direkten Verfolger HB Tórshavn zog der zuvor Drittplatzierte TB Tvøroyri, die lediglich am zweiten Spieltag mit einem 0:2 bei SÍF Sandavágur Punkte abgeben mussten, an beiden Mannschaften vorbei. Der fünfte Spieltag brachte einen erneuten Wechsel an der Spitze, da TB sein Auswärtsspiel mit 0:1 bei B68 Toftir verlor. Nun stand wieder GÍ ganz oben, danach wechselte die Führung jedoch nach jeder Runde stets mit HB, welche ab dem achten Spieltag durchgängig auf Platz eins standen und diesen nicht mehr abgaben. Die Entscheidung um die Meisterschaft fiel am 16. Spieltag durch einen 3:0-Auswärtssieg von HB gegen KÍ Klaksvík, die somit die Führung von fünf Punkten gegenüber dem neuen Zweiten B36 Tórshavn behaupten konnten.

### Abstiegskampf
SÍF Sandavágur befand sich von Anfang an in der unteren Tabellenhälfte. Bis einschließlich des vierten Spieltages konnte das Punktverhältnis zwar ausgeglichen gestaltet werden, doch nur zwei weitere Siege aus den folgenden zehn Spielen ließen das Team auf das Tabellenende zurückfallen, welches ab dem siebten Spieltag durchgängig belegt wurde. Der Abstand zu den rettenden Plätzen konnte jedoch gering gehalten werden und drei Siege in Folge ab dem 15. Spieltag führten zum Verlassen der Abstiegszone.
Der amtierende Meister B71 Sandur startete mit drei Punkten aus den ersten beiden Spielen gut in die Saison. In den folgenden sechs Spielen gelang jedoch kein Sieg, was den Absturz auf den vorletzten Platz zur Folge hatte. Einzelne Siege gelangen daraufhin zwar noch, die Mannschaft pendelte aber stets zwischen Platz acht und neun.
VB Vágur konnte aus den ersten sechs Spielen nur einen Sieg erreichen und befand sich somit am Tabellenende. Zwei Siege katapultierten das Team jedoch bis auf den vierten Platz, was die höchste Saisonplatzierung bleiben sollte. Am zwölften Spieltag stand erneut der letzte Platz zu Buche, welcher durch drei Siege in Folge allerdings wieder verlassen werden konnte. Dennoch musste VB bis zum letzten Spieltag um den Klassenerhalt zittern, der Vorsprung betrug bei leicht besserer Tordifferenz nur zwei Punkte.
TB Tvøroyri fand sich nach drei Siegen und einer Niederlage nach dem vierten Spieltag an der Tabellenspitze wieder. Daraufhin folgte ein stetiger Abstieg, so gelang aus den nächsten sechs Partien nur ein einziger Sieg, was den vorletzten Platz zur Folge hatte. Dieser konnte zwar durch zwei nacheinander folgenden Siegen zwar wieder verlassen werden, aber fünf daraufhin folgende sieglose Spiele führten zum Sturz auf das Tabellenende.
Am letzten Spieltag benötigte SÍF Sandavágur noch einen Punkt zum Klassenerhalt, dieser wurde beim 0:2 im Heimspiel gegen GÍ Gøta allerdings nicht erreicht, so dass auf die Ergebnisse der anderen Spiele geschaut werden musste. Der punktgleiche Mannschaft von VB Vágur gelang ein 2:0-Auswärtssieg gegen KÍ Klaksvík, womit sie mit dem Abstieg nichts mehr zu tun hatten. B71 Sandur traf am letzten Spieltag auf TB Tvøroyri. Beide Mannschaften lagen punktgleich am Tabellenende, ein Sieg würde den Sprung auf Platz acht bedeuten, ein Unentschieden hätte den Abstieg beider Mannschaften zur Folge gehabt. Schlussendlich setzte sich TB durch ein 2:0 durch, B71 rutschte somit auf den letzten Platz ab, SIF belegte den vorletzten Rang.

## Abschlusstabelle
| Pl. | Verein          | Sp. | S | U | N | Tore    | Diff. | Punkte |
| --- | --------------- | --- | - | - | - | ------- | ----- | ------ |
| 1.  | HB Tórshavn (P) | 18  | 9 | 6 | 3 | 037:220 | +15   | 24:12  |
| 2.  | B36 Tórshavn    | 18  | 9 | 2 | 7 | 030:270 | +3    | 20:16  |
| 3.  | GÍ Gøta         | 18  | 8 | 3 | 7 | 028:200 | +8    | 19:17  |
| 4.  | MB Miðvágur (N) | 18  | 6 | 6 | 6 | 028:250 | +3    | 18:18  |
| 5.  | VB Vágur        | 18  | 7 | 4 | 7 | 027:270 | ±0    | 18:18  |
| 6.  | B68 Toftir      | 18  | 6 | 6 | 6 | 019:200 | −1    | 18:18  |
| 7.  | KÍ Klaksvík     | 18  | 6 | 5 | 7 | 030:360 | −6    | 17:19  |
| 8.  | TB Tvøroyri (N) | 18  | 7 | 2 | 9 | 021:260 | −5    | 16:20  |
| 9.  | SÍF Sandavágur  | 18  | 7 | 2 | 9 | 020:290 | −9    | 16:20  |
| 10. | B71 Sandur (M)  | 18  | 4 | 6 | 8 | 017:250 | −8    | 14:22  |

Platzierungskriterien: 1. Punkte – 2. Tordifferenz – 3. geschossene Tore

| (M) | Meister des Vorjahrs           |
| (P) | Pokalsieger des Vorjahrs       |
| (N) | Neuaufsteiger aus der 2. Deild |

## Spiele und Ergebnisse
|                | B36 | B68 | B71 | GÍ     | HB  | KÍ  | MB  | SÍF | TB  | VB  |
| -------------- | --- | --- | --- | ------ | --- | --- | --- | --- | --- | --- |
| B36 Tórshavn   |     | 3:1 | 2:2 | 1:0    | 1:2 | 2:0 | 1:1 | 3:0 | 1:2 | 2:1 |
| B68 Toftir     | 1:0 |     | 2:1 | 0:2    | 0:0 | 0:2 | 1:1 | 1:1 | 1:0 | 4:1 |
| B71 Sandur     | 2:3 | 1:0 |     | 0:2    | 2:1 | 2:2 | 0:2 | 0:1 | 1:0 | 1:2 |
| GÍ Gøta        | 2:1 | 0:1 | 1:2 |        | 3:3 | 7:1 | 1:0 | 1:2 | 2:0 | 1:1 |
| HB Tórshavn    | 1:2 | 1:1 | 2:0 | 2:1    |     | 2:2 | 3:0 | 3:1 | 1:1 | 4:2 |
| KÍ Klaksvík    | 0:1 | 2:1 | 1:1 | 2:2    | 0:3 |     | 6:5 | 3:0 | 5:2 | 0:2 |
| MB Miðvágur    | 4:0 | 2:2 | 1:1 | 02:0 1 | 2:2 | 1:1 |     | 0:1 | 1:2 | 2:1 |
| SÍF Sandavágur | 2:4 | 2:0 | 0:0 | 0:2    | 1:3 | 3:2 | 0:1 |     | 2:0 | 3:1 |
| TB Tvøroyri    | 3:2 | 0:2 | 2:0 | 2:1    | 0:3 | 2:0 | 1:2 | 3:0 |     | 1:2 |
| VB Vágur       | 3:1 | 1:1 | 1:1 | 2:0    | 3:1 | 0:1 | 2:3 | 2:1 | 0:0 |     |

## Torschützenliste
Bei gleicher Anzahl von Treffern sind die Spieler nach dem Nachnamen alphabetisch geordnet.
| Platz | Spieler             | Mannschaft     | Tore |
| ----- | ------------------- | -------------- | ---- |
| 1     | Per Dalheim         | GÍ Gøta        | 09   |
| 1     | Gunnar Mohr         | HB Tórshavn    | 09   |
| 1     | Jón Pauli Olsen     | VB Vágur       | 09   |
| 1     | Jens Erik Rasmussen | MB Miðvágur    | 09   |
| 5     | Uni Arge            | HB Tórshavn    | 08   |
| 6     | Birgir Jørgensen    | MB Miðvágur    | 07   |
| 6     | Torkil Nielsen      | SÍF Sandavágur | 07   |
| 6     | Jógvan Martin Olsen | B68 Toftir     | 07   |
| 9     | Sámal Í. Hansen     | B36 Tórshavn   | 06   |
| 9     | Kurt Mørkøre        | KÍ Klaksvík    | 06   |
| 9     | Egill Steinþórsson  | VB Vágur       | 06   |

## Trainer
| Mannschaft     | Trainer            | Spieltage |
| -------------- | ------------------ | --------- |
| B36 Tórshavn   | Petur Simonsen     | 01–18     |
| B68 Toftir     | Kenneth Rosén      | 01–10     |
| B68 Toftir     | Finnur Helmsdal    | 11–18     |
| B71 Sandur     | Jan Kaczynski      | 01–15     |
| B71 Sandur     | Piotr Krakowski    | 16–18     |
| GÍ Gøta        | Jóhan Nielsen      | 01–18     |
| HB Tórshavn    | Jógvan Norðbúð     | 01–18     |
| KÍ Klaksvík    | John Kramer        | 01–18     |
| MB Miðvágur    | Gary Harris        | 01–10     |
| MB Miðvágur    | Sverri Jacobsen    | 11–18     |
| SÍF Sandavágur | Vígnir Bladursson  | 01–18     |
| TB Tvøroyri    | Per Henning Jensen | 01–18     |
| VB Vágur       | Tommy Christiansen | 01–18     |

Drei Mannschaften wechselten im Laufe der Saison die Trainer aus. Für MB Miðvágur bewirkte dies eine Verbesserung vom fünften auf den vierten Platz, für B71 Sandur eine Verschlechterung vom vorletzten auf den letzten Platz. Bei B68 Toftir hatte der Wechsel indes keine Auswirkungen auf die Platzierung.

## Spielstätten
In Klammern sind bei mehreren aufgeführten Stadien die Anzahl der dort ausgetragenen Spiele angegeben.
| Mannschaft     | Stadion         | Spielort   |
| -------------- | --------------- | ---------- |
| B36 Tórshavn   | Gundadalur      | Tórshavn   |
| B68 Toftir     | Svangaskarð     | Toftir     |
| B71 Sandur     | Inni í Dal      | Sandur     |
| GÍ Gøta        | Sarpugerði      | Norðragøta |
| HB Tórshavn    | Gundadalur      | Tórshavn   |
| KÍ Klaksvík    | Við Djúpumýrar  | Klaksvík   |
| MB Miðvágur    | Valloyran (1)   | Sandavágur |
| MB Miðvágur    | Við Kirkjar (8) | Miðvágur   |
| SÍF Sandavágur | Valloyran       | Sandavágur |
| TB Tvøroyri    | Sevmýri         | Tvøroyri   |
| VB Vágur       | Á Eiðinum       | Vágur      |

## Schiedsrichter
Folgende Schiedsrichter, darunter einer aus Dänemark, leiteten die 90 Erstligaspiele:
| Name                    | Stammverein     | Spiele |
| ----------------------- | --------------- | ------ |
| Baldvin Baldvinsson     | B36 Tórshavn    | 12     |
| Petur Erhard Kjærbo     | SÍ Sumba        | 10     |
| Niklas á Líðarenda      | GÍ Gøta         | 09     |
| Jóhan Carl Dam          | HB Tórshavn     | 08     |
| Sjúrður Norðbúð         | B36 Tórshavn    | 07     |
| Nemus Napoleon Djurhuus | HB Tórshavn     | 06     |
| Kim Ejdesgaard          | Fram Tórshavn   | 06     |
| Herman Midjord          | ÍF Fuglafjørður | 06     |
| Hans Henrik Bøttger     | Fram Tórshavn   | 05     |
| John Eysturoy           | HB Tórshavn     | 05     |
| Øssur Mohr              | ÍF Fuglafjørður | 05     |
| Egga Jensen             | HB Tórshavn     | 03     |
| Birgir Sondum           | B36 Tórshavn    | 03     |
| Jákup Fr. Joensen       | GÍ Gøta         | 02     |
| Frits Poulsen           | SÍ Sumba        | 02     |
| Oddmar Andreasen        | HB Tórshavn     | 01     |

## Die Meistermannschaft
In Klammern sind die Anzahl der Einsätze sowie die dabei erzielten Tore genannt.
| 1. | HB Tórshavn |
|    | Uni Arge (16/8) \| Rói Árting (15/3) \| Bogi Dam (8/5) \| Jan Dam (15/4) \| Julian Hansen (8/1) \| Sámal Erik Hentze (3/0) \| Niels Pauli Jacobsen (18/0) \| Jóannes Jakobsen (17/0) \| Heðin Joensen (1/0) \| Oddbjørn Joensen (13/2) \| Kaj Leo Johannesen (18/0) \| Niclas Johannesen (17/0) \| Bjarni Mikkelsen (12/1) \| Gunnar Mohr (18/9) \| Ingi Rasmussen (15/0) \| Petur Slyne (13/0) \| Grímur Vang (16/1) ohne Einsatz: Bárður Johannesen \| Hans Pauli Kristiansen \| Niels Suni Poulsen \| Jakob Skaaning - Trainer: Jógvan Norðbúð |

## Nationaler Pokal
Im Landespokal gewann KÍ Klaksvík mit 6:1 gegen GÍ Gøta. Meister HB Tórshavn schied in der 2. Runde mit 1:2 gegen KÍ Klaksvík aus.